# Antonio Dalmau Rosich
Antonio Dalmau Rosich C.M.F. (Miralcamp, 4 ottobre 1912 – Barbastro, 13 agosto 1936) è stato un religioso spagnolo, martirizzato a Barbastro durante la Guerra civile spagnola e venerato come beato dalla Chiesa cattolica.

## Biografia
Nacque a Miralcamp, fu un bambino vivace e, fin da piccolo lasciava intravedere una inclinazione per lo studio. Ad undici anni entrò nel seminario diocesano di Solsona quindi, aiutato nel discernimento vocazionale da un cugino che frequentava già il seminario, scelse di entrare nell'Ordine Clarettiano a Vic. Era basso di statura, dal carattere curioso e vivace, ma molto suscettibile, e gli costò non poca fatica giungere al dominio di se stesso in questo ambito. 
Professò i voti religiosi il 15 agosto del 1929, il seguito degli studi fu reso difficile dalla legge sul servizio militare e dalla congiuntura sociopolitica della Spagna di quegli anni. Nel 1931, intuendo il pericolo cui andavano incontro scriveva a casa:
nel 1934 scriveva:
Era stato destinato al seminario di Barbastro nel 1935, dove aveva continuato il corso di teologia. Nel dicembre di quell'anno scriveva:
Nel giugno del 1936 sente che la situazione sta precipitando e, in una lettera commenta ai genitori:
Insieme ai suoi confratelli venne arrestato il 20 luglio del 1936 dalle milizie anarchiche sotto il comando del governo repubblicano che presero il potere a Barbastro e venne recluso nel salone della scuola dei padri Scolopi. Al momento della prigionia aveva terminato gli studi. Firmò la lettera di offerta alla Congregazione con queste parole:
(Antonio Dalmau Rosich, Firma sulla lettera di offerta alla Congregazione)
Insieme ai suoi compagni venne fucilato la mattina del 13 agosto sul ciglio di una strada fuori città, fece parte del terzo gruppo di clarettiani di Barbastro che subirono il martirio. I loro corpi sono stati gettati in una fossa comune.

Dopo la guerra i resti dei martiri furono riesumati e si possono venerare oggi nella cripta della casa museo a Barbastro. Nel 2013 è uscito un film sulla vicenda intitolato "Un Dios prohibido" per la regia di Pablo Moreno.

## Culto
La beatificazione avvenne a Roma, ad opera di Giovanni Paolo II, il 25 ottobre 1992. La Chiesa cattolica lo ricorda il 13 agosto.